# بنو عقبة
بنو عُقبة قبيلة عربية عريقة الأصل والمنشأة فهي من قبيلة جذام المشهورة بالعصر الجاهلي وكان لهم دور بارز بالتاريخ كان منهم الأمير شطي بن عبيه العقبي كان نفوذهم من الكرك إلى مكة المكرمة وكانت لهم خلافات كثيرة مع الشريف أبو نمي في ذلك الوقت.
وكانت بنو عُقبة قبيلة كبيرة ذات نفوذ تملك الأراضي الممتدة من مكة المكرمة إلى الكرك والسبب الذي يمكنهم من السيطرة على هذه المساحة هو امتلاكهم العدد والعدة الكافية لحمايتها من القبائل الأخرى وقبيلة بنو عُقبة كانت قبيله ذات سطوه بين القبائل وكانت تفرض الخاوه على كثير من القبائل الأخرى،
ولكن بسبب الحروب الداخلية في هذه القبيلة أدى إلى تفكك القبيلة وتقليص منطقة نفوذها، ويتواجد بنو عُقبة اليوم في البلاد العربية في السعودية والأردن والعراق ومصر وفلسطين.

## نسب بني عُقبة
- هم بنو:عقبه بن عبيد بن مالك بن سويد بن زيد بن الضبيب بن قرظ بن حفيده بن عمرو بن صليع بن نبيج بن عبيد بن كعب بن سعد بن اميه بن غطفان بن سعد بن الياس بن حرام بن جذام (قبيلة) بن عدي بن الحارث بن مره بن ادد بن كهلان بن سبا بن يشجب بن يعرب بن قحطان بن هود.[3][4][5]

## بطون بنو عُقبة
بني عقبة انبثق منها بطون عديدة منها
1- بني واصل
هم بني واصل بن راشد بن عقبة بطن من بطون بني عقبة من جذام القحطانية. كما ذكرهم القلقشندى والسويدي من أقدم عشائر الطور وقد أجمع ثقات سيناء انهم من «بني عقبة» من عرب الحجاز، وانهم هاجروا إلى بلاد الطور من عهد بعيد واقتسموا البلاد مع الحماضة، فأخذ بنو واصل القسم الجنوبي إلى وادي فيران واخذ الحماضة القسم الشمالي أي وادي فيران وشماليها إلى جبال التيه وكانت منافع البلاد مقسومة بينهم بالسوية.
ثم قامت بينهم حرب بشأن نقل الحجاج المصريين الذين كانوا يأتون بطريق الطور وكانت الواقعة الكبرى في المكان المعروف بنكْون الحماضة قرب وادي وردان فضعف حالهم جميعاً.
فجاء الصوالحة والنفيعات من بر الحجاز واستولوا على البلاد واقتسموا منافعها بينهم وانضم من بقي من الحماضة إلى النفعيات ثم إلى حلفائهم العليقات وانضم من بقي من بني واصل إلى الصوالحة.
حيث تنقسم بني واصل الآن إلى الأقسام التالية
- سعدي بن مرعي بن نسر بن واصل وهم (آل سلام - آل صالح - آل عمرو - آل مغبش - آل محمد - آل حجاج - آل جابر) ويتواجدون بجنوب سيناء الطور
- مرعي بن نسر بن واصل وهم (آل بركات - آل شنب - آل عريف - آل طرخان - آل علام- آل قناع - آل عمران -آل كساب - آل زايد - آل عنيتي - آل الرملي) مركز ببا بني سويف شرق النيل
- نجدي بن نسر بن واصل وهم (آل عميرة - آل محروس - آل الديب - آل عبد الباري - آل زياد - آل عزيز) بقرية عرب بني واصل سوهاج
2 - الشواكر
الشواكر أخو واصل فهم أبناء شاكر بن راشد بن عقبه بطن من بني عقبة وذكر أيضا القلقشندي بنو شاكر بخوف الديار المصرية من الشرقية بطن من بني راشد من عقبة من مجربة من حرام من جذام ويعرفون بشواكر عقبة...وقال ولهم شنبارة بني خصيب قال: ومنهم أولاد العجار أدلاء الحاج في زمن السلطان صلاح الدين يوسف بن أيوب وهلم جرا إلى الآن ثم قال ومنهم حميدة بن راشد بن عقبة
لقد فصل السويدي والقلقشندي ومن قبله الحمداني في الشواكر وبنو واصل وهم من أقدم فروع بني عقبة ويمكن تقسيمهم الآن إلى (الحجر - المنفعة)
3-العقالات
حيث قال الجزيري (ان عقال هذا أبو طائفة يقال لها العقالات وهو أصل من أصول بني عقبة جد العمرو المناصير والمسالمة وعقال بن عمرو * وعمرو وهو والد العمرو الذين شيخهم الآن عمرو بن عامر بن داوود
وعمرو بن سياح * وسياح أبو طائفة الخرشة من بني عقبة * والزبدة والعمرو. ووالد سياح محمد * ومحمد والد آل إبراهيم * والمساعيد من بني عقبة. وعقبة والد بني واصل * وبني شاكر الحجر * إن المسالمة والعمرو إخوان أبناء عقال بن عقبة لقد قال الجزيري (أن عربان الحمل من بني عقبة: وهم اللهب والبركات والمعاريف والقنادلة)
وقال في حمل البحر (بنو عقبة المعاريف: أربعة وبني عقبة البركات خمسة أحمال)بدنات بني عقبة التي ذكرها الجزيري أما المسالمة فهم أصحاب درك البحر ولهم من البر جانب البحر وبدناتهم كثيرة وحد دركهم من جزيرة عينونة المتصلة بالبحر إلى ما جاور قبر الشيخ مرزوق الكفافي وإلى القرب من حدرة دامة * أخر درك بني عقبة ومصطلحهم الذي توافق عليه أبائهم وأسلافهم من القديم وتوارثه الخلف عن السلف في درك البحر وما ينصلح به من المراكب فينقسمون في الدرك أثلاثا في كل ثلث سنة يستولي ذلك الثلث على مايكون في تلك السنة المتعلقه بالكسر إن كان أو عدمه لا يتعدى هذا الحد قوم على رفاقهم من ثلث أخر....وقال: فالثلث الأول لطائفة من المسالمة تدعى الهشايمة والثلث الثاني لطائفة تدعى المقارنة.....والثلث الثالث لطائفة تدعى القيايضة... وقد ذكر الجزيري أن طائفة المسالمة تجمع بدنات كثيرة: الكثايرة - الشعيبات - السريحات - السعد- البحيرات- العوضات - السمرات- المراشدة - العضيلات - الحسنات)وقال (بنو شاكر النفعة وهم بدنات – منهم الزيادات والعبيات والأحيماد والطليحات والشنجرة والمساعيد والمهانية والعطيات) ص1196
4-المساعيد
قال الجزيري: وأما المساعيد من بني عقبة فمنهم بدنات كثيرة وفروع غزيرة فلنذكر منها عشرين بدنة ومنهم أمراء لا على درك وأصحاب مرتبات لاتقاء شرورهم وهم أولاد الأمير سعيفان أمير الدربين ومنزلهم الكرك حوالي القدس والخليل وهم الأمير مرعب وأخوته قضيب وبديع وجماعتهم وعادتهم يحضر منهم أو من جماعتهم من يقابل أمير الحاج بعقبة أيلة في الذهاب فيقبض ما هو معين له بالدفتر السلطاني ويتوجه فلا يعود إلا في السنة المستقبلة كذلك وبدناتهم على ما نذكره: العساسفة الحياجات الجوادرة المغايثة المواهرة الشرشيدية الدويسات والهبر البراغشة الهويدفية - النضرة - النويجعية- القيوس - الحوة - الحطاطبة والمساعيد المذكورون عادتهم يحضر أحد أولاد الأمير سعيفان أو قاصده بعقبة أيلة ويقبض ما لهم بالدفتر السلطاني وهو له ولجماعته مائتان وعشرون دينارا غير التشاريف السلطانية " (درر الفوائد ــ طبعة القاهرة ــ ص512).